# Brais Méndez
Brais Méndez Portela (Mos, Pontevedra, España, 7 de enero de 1997), más conocido como Brais Méndez, es un futbolista español que juega de centrocampista en la Real Sociedad de la Primera División de España.

## Trayectoria
Brais Méndez nació en Mos, en la provincia de Pontevedra, pasó por varias canteras entre las que se incluye la del Santa Mariña (2002-10) y la del Villarreal Club de Fútbol (2010-2012). En 2012 se incorporó a la cantera del RC Celta de Vigo.
Con el Celta B debutó el 7 de septiembre de 2014 en la Segunda División B, frente al Real Murcia, y marcó su primer gol como sénior dos años después, el 4 de septiembre de 2016, contra el Club Deportivo Palencia Balompié en una victoria por 3-1.
El 21 de septiembre de 2017 hizo su debut con el primer equipo, en un partido de la Primera División contra el Getafe Club de Fútbol. Posteriormente se hizo un hueco en el primer equipo celtista, llegando incluso a ser titular en el partido que el Celta empató a dos en el Camp Nou frente al Fútbol Club Barcelona el 2 de diciembre de 2017.
Brais Méndez marcó su primer gol con el primer equipo celtista, el 31 de marzo de 2018, dándole el empate al Celta en el descuento frente al Athletic Club (1-1) en San Mamés.
En julio de 2020 firmó una ampliación de su contrato hasta el año 2024. Dos años después, tras haber vestido la camiseta celeste en 166 ocasiones en las que marcó 22 goles, fue traspasado a la Real Sociedad, equipo con el que firmó por seis temporadas.

## Selección nacional
El 8 de noviembre de 2018 entró por primera vez en una convocatoria de la selección de fútbol de España, tras aparecer en la lista de 23 convocados de Luis Enrique. El 18 de noviembre hizo su debut con la selección nacional en un partido amistoso contra Bosnia y Herzegovina en el Estadio de Gran Canaria (Las Palmas) donde además se estrenó como goleador con el combinado nacional, anotando el único tanto del encuentro.

### Goles internacionales
| N.º | Fecha                   | Estadio                                                     | Rival                | Gol | Resultado | Competición |
| --- | ----------------------- | ----------------------------------------------------------- | -------------------- | --- | --------- | ----------- |
| 1   | 18 de noviembre de 2018 | Estadio de Gran Canaria, Las Palmas de Gran Canaria, España | Bosnia y Herzegovina | 1-0 | 1-0       | Amistoso    |

## Estadísticas

### Clubes
Actualizado al último partido disputado el 24 de mayo de 2025.
| Club                             | Div.          | Temporada     | Liga  | Liga  | Copas nacionales | Copas nacionales | Copas internacionales | Copas internacionales | Total | Total |
| Club                             | Div.          | Temporada     | Part. | Goles | Part.            | Goles            | Part.                 | Goles                 | Part. | Goles |
| -------------------------------- | ------------- | ------------- | ----- | ----- | ---------------- | ---------------- | --------------------- | --------------------- | ----- | ----- |
| R. C. Celta de Vigo "B" · España | 2.ª B         | 2014-15       | 3     | 0     | ―                | ―                | ―                     | ―                     | 3     | 0     |
| R. C. Celta de Vigo "B" · España | 2.ª B         | 2015-16       | 7     | 0     | ―                | ―                | ―                     | ―                     | 7     | 0     |
| R. C. Celta de Vigo "B" · España | 2.ª B         | 2016-17       | 38    | 6     | ―                | ―                | ―                     | ―                     | 38    | 6     |
| R. C. Celta de Vigo "B" · España | 2.ª B         | 2017-18       | 14    | 2     | ―                | ―                | ―                     | ―                     | 14    | 2     |
| R. C. Celta de Vigo "B" · España | Total club    | Total club    | 62    | 8     | 0                | 0                | 0                     | 0                     | 62    | 8     |
| R. C. Celta de Vigo · España     | 1.ª           | 2017-18       | 20    | 1     | 4                | 0                | ―                     | ―                     | 24    | 1     |
| R. C. Celta de Vigo · España     | 1.ª           | 2018-19       | 31    | 6     | 1                | 0                | ―                     | ―                     | 32    | 6     |
| R. C. Celta de Vigo · España     | 1.ª           | 2019-20       | 31    | 0     | 3                | 1                | ―                     | ―                     | 34    | 1     |
| R. C. Celta de Vigo · España     | 1.ª           | 2020-21       | 34    | 9     | 2                | 0                | ―                     | ―                     | 36    | 9     |
| R. C. Celta de Vigo · España     | 1.ª           | 2021-22       | 37    | 4     | 3                | 1                | ―                     | ―                     | 40    | 5     |
| R. C. Celta de Vigo · España     | Total club    | Total club    | 153   | 20    | 13               | 2                | 0                     | 0                     | 166   | 22    |
| Real Sociedad · España           | 1.ª           | 2022-23       | 34    | 8     | 5                | 1                | 8                     | 2                     | 47    | 11    |
| Real Sociedad · España           | 1.ª           | 2023-24       | 32    | 5     | 5                | 0                | 7                     | 3                     | 44    | 8     |
| Real Sociedad · España           | 1.ª           | 2024-25       | 27    | 3     | 5                | 3                | 12                    | 2                     | 44    | 8     |
| Real Sociedad · España           | Total club    | Total club    | 93    | 16    | 15               | 4                | 27                    | 7                     | 135   | 27    |
| Total carrera                    | Total carrera | Total carrera | 308   | 44    | 28               | 6                | 27                    | 7                     | 362   | 57    |

## Palmarés y reconocimientos
| Distinción                                   | Año  |
| -------------------------------------------- | ---- |
| Jugador del partido Real Sociedad - Inter    | 2023 |
| Jugador del partido Salzburg - Real Sociedad | 2023 |
| Jugador del partido Benfica - Real Sociedad  | 2023 |